# Хаунселл, Барбара
Барбара Джинн Хаунселл (англ. Barbara Jeanne Hounsell; род. 6 июля 1951, Торонто) — канадская пловчиха, неоднократная национальная рекордсменка в комплексном плавании, участница Олимпийских игр 1964 года. Самая молодая участница Олимпийских игр от Канады в истории.
Родилась в Торонто, однако росла в Калифорнии, где тренировалась в бассейне Ассоциации плавания Уиттиера. В сентябре 1964 года установила новые национальные рекорды Канады на дистанциях 400 и 200 м комплексным плаванием (соответственно 5 минут 33,0 секунды и 2 минуты 40,9 секунды) и успешно прошла национальный отбор перед Олимпиадой в Токио, став самой молодой представительницей этой страны на Олимпийских играх: к началу Олимпиады ей было 13 лет и 102 дня. Рекорд Хаунселл не побит до 2020-х годов.
На Олимпийских играх соревновалась в двух дисциплинах — 400 м комплексным плаванием и вольным стилем. На первой из этих дистанций финишировала второй в своём квалификационном заплыве с результатом 5 минут 38,4 секунды. Этот результат, однако, оказался лишь девятым по сумме всех заплывов, что было недостаточно для выхода в финал. На дистанции 400 м вольным стилем Хаунселл с результатом 5.04,9 осталась 18-й среди участниц квалификации и тоже не попала в финал.
В 1965 году на чемпионате Канады в Ред-Дире завоевала золотую медаль и установила новый национальный рекорд на дистанции 200 м комплексным плаванием (2.38,5). В том же году выиграла проводившийся Любительской ассоциацией плавания чемпионат Великобритании на дистанции 440 ярдов комплексным плаванием с результатом 5.35,0. Впоследствии выступала в соревнованиях мастеров (ветеранов) за клубы «Троджан Мастерс» и «Марина Мастерс» (Санта-Моника, Калифорния).